# Tibouchina cordifolia
Tibouchina cordifolia är en tvåhjärtbladig växtart som beskrevs av Célestin Alfred Cogniaux. Tibouchina cordifolia ingår i släktet Tibouchina och familjen Melastomataceae. Inga underarter finns listade i Catalogue of Life.